# Santa Colomba de Curueño (kommunhuvudort)
Santa Colomba de Curueño är en kommunhuvudort i Spanien.   Den ligger i provinsen Provincia de León och regionen Kastilien och Leon, i den norra delen av landet, 290 km nordväst om huvudstaden Madrid. Santa Colomba de Curueño ligger 927 meter över havet och antalet invånare är 582.
Terrängen runt Santa Colomba de Curueño är kuperad åt nordost, men åt sydväst är den platt. Santa Colomba de Curueño ligger nere i en dal. Runt Santa Colomba de Curueño är det glesbefolkat, med 8 invånare per kvadratkilometer. Närmaste större samhälle är Villaquilambre, 16,6 km sydväst om Santa Colomba de Curueño. I omgivningarna runt Santa Colomba de Curueño växer i huvudsak blandskog.